# Herpa
Herpa（Herpa Miniaturmodelle GmbH）是一家德國的玩具製造商，以品牌Herpa Wings賣出合金模型（Die-cast models）飛機，以品牌Herpa Cars & Trucks賣出汽車模型。Herpa Wings產品主要是以1/500的比例製造，但是也有1/400、1/200與1/1000等比例的。Herpa Cars & Trucks產品主要是以1/87的比例製造，但是也有1/220與1/160等比例的。
Herpa也為愛好汽車模型與合金模型飛機的人發行了相關的雜誌，分別是《Der Maßstab》與《WingsWorld》。